# Lycorea demeter
Lycorea demeter är en fjärilsart som beskrevs av Felder 1865. Lycorea demeter ingår i släktet Lycorea och familjen praktfjärilar. Inga underarter finns listade i Catalogue of Life.